# Гирич Андрій Іванович
Андрі́й Іва́нович Гирич (нар. 28 грудня 1918 —11 квітня 1973) — радянський військовий льотчик, Герой Радянського Союзу (1945). Генерал-майор авіації.

## Біографія
Народився 28 грудня 1918 року в селі (нині районний центр) Яготин у родині робітників. Українець. Навчався у третій Яготинській середній школі в період з 1927 по 1934 рік. На честь видатного учня на фасаді будівлі старого корпусу школи (побудована у 1932 році) було встановлено меморіальну дошку.
Закінчив київське річне училище в 1938. Займався в аероклубі. Пізніше працював помічником капітана пароплаву.
У 1939 році призваний до лав Червоної армії. Закінчив Одеську авіаційну школу льотчиків.
У боях німецько-радянської війни з червня 1941 року. Командир ескадрильї 456-го винищувального авіаційного полку (279-а винищувальна авіаційна дивізія 5-ї повітряної армії 2-го Українського фронту) майор А. І. Гирич до вересня 1944 року здійснив 439 бойових вильотів, збив 15 літаків особисто та 7 у групі.
Звання Героя Радянського Союзу присвоєно 23 лютого 1945 року.
Після закінчення війни продовжив службу у Військово-повітряних силах СРСР. Очолював авіадивізію.
У 1950 році закінчив Військово-повітряну академію. У 1958 році Військову академію Генштабу. З цього ж року генерал-майор А. І. Гирич призначений начальником кафедри Військово-повітряної академії.
Жив у смт Моніно. Помер 11 квітня 1973 року.

## Вшанування пам'яті
У Яготині, одна з вулиць названа на честь Андрія Гирича. На будівлі школи, де він навчався, у 1979 році встановлено меморіальну дошку. На алеї Героїв встановлено бюст льотчика.